# Gasore Hategeka
Gasore Hategeka, né le 1er mars 1987, est un coureur cycliste rwandais.

## Palmarès et résultats

### Palmarès par année
- 2010
  - 3e étape du Tour du Cameroun
  - 2e du championnat du Rwanda sur route
- 2011
  - 3e étape du Tour du Cameroun
- 2013
  -  Champion du Rwanda sur route
- 2015
  - Eastern Circuit Race
- 2016
  - Rwanda Cycling Cup
  - Muhazi Challenge
  - Central Challenge
  - 3e étape du Tour de Côte d'Ivoire
- 2017
  -  Champion du Rwanda sur route
- 2018
  - Rwanda Cycling Cup

### Classements mondiaux
| Année           | 2010 | 2011 | 2012 | 2013 | 2014 | 2015 |
| --------------- | ---- | ---- | ---- | ---- | ---- | ---- |
| UCI Africa Tour | 105e | 69e  | 117e | 40e  |      | 126e |